# Kate Obilor
Kate Chiwedu Obilor (sinh ngày 17 tháng 7 năm 1985) là một người vượt rào ở Nigeria đã nghỉ hưu, chuyên vượt rào 400 mét.
Cô đã giành huy chương vàng tại Giải vô địch Tây Phi năm 2001, huy chương bạc tại Đại hội Thể thao toàn châu Phi 2003, thứ năm tại Giải vô địch châu Phi 2006 và cũng giành được huy chương bạc ở nội dung tiếp sức 4 × 400 mét ở đó.
Thời gian tốt nhất cá nhân của cô là 56,50 giây, đạt được vào tháng 7 năm 2001 tại Lagos.